# Geneslay
Geneslay est une ancienne commune française du pays de Passais, située dans le département de l'Orne en région Normandie, devenue le 1er janvier 2016 une commune déléguée au sein de la commune nouvelle de Rives d'Andaine.
Elle est peuplée de 265 habitants.

## Géographie
| Juvigny-sous-Andaine (comm. nouv. de Juvigny Val d'Andaine)                                            | La Chapelle-d'Andaine (comm. nouv. de Rives d'Andaine) | La Chapelle-d'Andaine (comm. nouv. de Rives d'Andaine) |
| Beaulandais (comm. nouv. de Juvigny Val d'Andaine), Sept-Forges (comm. nouv. de Juvigny Val d'Andaine) | Geneslay                                               | Haleine (comm. nouv. de Rives d'Andaine)               |
| Rennes-en-Grenouilles (Mayenne),                                                                       | Rennes-en-Grenouilles (Mayenne), Thubœuf (Mayenne)     | Thubœuf (Mayenne)                                      |

## Toponymie
Le nom de la localité est attesté sous la forme de Genelleyo au XIIe siècle.
Ce toponyme provient de l'agglutination du latin ginesta et du suffixe -etum qui signifie : l'« endroit où poussent les genêts ». 
Le gentilé est Geneslayen.

## Histoire
Pendant tout le XVe siècle et le début du XVIe siècle, Geneslay est la propriété de la famille noble de Geneslay. Avant le milieu du XVIe siècle, la terre de Geneslay est réunie à la terre de Tessé dont elle relevait pour les deux tiers, le reste étant tenu directement de la châtellenie de Lassay.
Dès 1659, Jacques de Mesgrigny est seigneur de Tessé et Geneslay. Par contrat signé le 19 août 1662, Claude Mallet, seigneur de Coulfru, devient propriétaire des "terres, fief et seigneurie de Tessé et droit de fondation des églises de Tessé, la Chapelle-Moche et Geneslay".
Le 30 mars 1831, Geneslay, compris sur le territoire de la Mayenne est échangée et devient une commune ornaise.
Le 1er janvier 2016, Geneslay intègre avec trois autres communes la commune de Rives-d'Andaine créée sous le régime juridique des communes nouvelles instauré par la loi no 2010-1563 du 16 décembre 2010 de réforme des collectivités territoriales. Les communes de La Chapelle-d’Andaine, Couterne, Geneslay et Haleine deviennent des communes déléguées et La Chapelle-d’Andaine est le chef-lieu de la commune nouvelle.

## Politique et administration
| Période                                  | Période       | Identité                   | Étiquette | Qualité                                    |
| ---------------------------------------- | ------------- | -------------------------- | --------- | ------------------------------------------ |
| avant 1988                               | ?             | Charles Titard (1912-1996) |           | Croix de guerre 1939-1945, croix militaire |
| ?                                        | mars 2001     | Louis Dupuis               |           |                                            |
| mars 2001                                | mars 2008     | Michel Durand              | SE        | Agent de maîtrise                          |
| mars 2008                                | décembre 2015 | Chantal Dumaine            | SE        | Professeur des écoles                      |
| Les données manquantes sont à compléter. |               |                            |           |                                            |

Le conseil municipal était composé de onze membres dont le maire et trois adjoints. Ces conseillers intègrent au complet le conseil municipal de Rives-d'Andaine le 1er janvier 2016 jusqu'en 2020 et Chantal Dumaine devient maire délégué.

## Démographie
L'évolution du nombre d'habitants est connue à travers les recensements de la population effectués dans la commune depuis 1793. À partir du 1er janvier 2009, les populations légales des communes sont publiées annuellement dans le cadre d'un recensement qui repose désormais sur une collecte d'information annuelle, concernant successivement tous les territoires communaux au cours d'une période de cinq ans. 
Pour les communes de moins de 10 000 habitants, une enquête de recensement portant sur toute la population est réalisée tous les cinq ans, les populations légales des années intermédiaires étant quant à elles estimées par interpolation ou extrapolation. Pour la commune, le premier recensement exhaustif entrant dans le cadre du nouveau dispositif a été réalisé en 2006,.
En 2021, la commune comptait 265 habitants, en évolution de −5,36 % par rapport à 2015 (Orne : −1,53 %, France hors Mayotte : +2,49 %).
Geneslay a compté jusqu'à 1 090 habitants en 1831.
| 1793 | 1800 | 1806  | 1821  | 1831  | 1836 | 1841 | 1846 | 1851 |
| ---- | ---- | ----- | ----- | ----- | ---- | ---- | ---- | ---- |
| 913  | 931  | 1 082 | 1 084 | 1 090 | 790  | 770  | 706  | 682  |

| 1856 | 1861 | 1866 | 1872 | 1876 | 1881 | 1886 | 1891 | 1896 |
| ---- | ---- | ---- | ---- | ---- | ---- | ---- | ---- | ---- |
| 702  | 647  | 613  | 575  | 583  | 554  | 526  | 512  | 506  |

| 1901 | 1906 | 1911 | 1921 | 1926 | 1931 | 1936 | 1946 | 1954 |
| ---- | ---- | ---- | ---- | ---- | ---- | ---- | ---- | ---- |
| 477  | 473  | 456  | 372  | 356  | 361  | 329  | 328  | 309  |

| 1962 | 1968 | 1975 | 1982 | 1990 | 1999 | 2006 | 2011 | 2016 |
| ---- | ---- | ---- | ---- | ---- | ---- | ---- | ---- | ---- |
| 305  | 312  | 278  | 247  | 220  | 209  | 256  | 283  | 278  |

| 2019 | - | - | - | - | - | - | - | - |
| ---- | - | - | - | - | - | - | - | - |
| 278  | - | - | - | - | - | - | - | - |

## Lieux et monuments
- Église Saint-Hilaire (XVIIe siècle).

## Personnalités liées à la commune
- Victor Vivier (1923-2003), marchand de bestiaux reconverti en poète et amuseur normand. Il a publié plusieurs 45 tours, cassettes, CD, édités chez Pluriel . Il est enterré dans le cimetière de la commune.